# Свети Георги (Кукуш)
Вижте пояснителната страница за други значения на Свети Георги.
„Свети Георги“ (на гръцки: Αγίου Γεωργίου) е православен мъжки манастир край град Кукуш (Килкис), Гърция, част от Поленинската и Кукушка епархия на Вселенската патриаршия.

## География
Манастирът е разположен на едноименния хълм Свети Георги на 600 m северно от града. От хълма има прекрасна гледка към Кукуш, като се вижда дори и Дойранското езеро. В хълма има и красива пещера, открита случайно през 1908 г., с подземни рекички, в която са намерени останки от праисторически животни. Най-високата част на хълма е доста обширна заравненост, наричана в старо време „Кукушкото градище“, на която през 30-те години на XIX век, когато се строи църквата обител „Свети Георги“, се откриват основите на някогашен манастир и следи от крепостни съоръжения. В северозападното подножие на хълма се намира Калугеровият кладенец, чието име отразява спомена за съществувалия някога манастир.:с. 7–8, 23

## История
Селището вероятно е основано под хълма Свети Георги, при карстовите извори под манастира, а на „Кукушкото градище“ жителите са търсили убежище при опасност. Предполага се, че през епохата на християнизацията там е създаден манастирът, който е дал името и на самия хълм.:с. 8-10 През VII – VIII век манастирът е център на Калишката епископия (επισκοπή Καλλίκου). Манастирският комплекс е разрушен при османското нашествие в XIV век.
В началото на XIX век на хълма е имало малък манастир „Свети Георги“, съграден неизвестно кога. Според преданието свети Георги се явил на Чобан Яно – „сам овчарин, сам кехая, който пасе стадо по Кукушко връх градище, по Енешко равно било“, и му наредил да продаде стадото си, да наеме 7 солунски майстори и да построи манастир. Не се вслушал чобанът веднага, но след второто явяване на светията изпълнил нареждането му. Кукушкият кадия обаче забранил строежа и затворил майсторите, но ослепял и оглушал; това го накарало да ги освободи и да даде разрешение за строежа на манастира, и станало чудо – прогледнал и почнал да чува.:с. 20
През 30-те и 40-те години на XIX век в Кукуш се наблюдава стопанско възмогване и пробудено национално съзнание на българите. Главният църковен епитроп/настоятел Станиш Хаджихристов предприема действия за преустройство на „малия“ манастир в по-голям.:с. 19-20 През 1833 г. е получен ферман-разрешение за построяването на „Свети Георги“.:с. 156 Изграждат я на мястото на стария манастир на върха на хълма, като старата църква е разтурена, а иконите са преместени временно в църквата „Света Богородица“ – според преданието с изключение на Свети Георгиевата икона, която никой не могъл да премести и затова ѝ направили барака, като поддържали кандилото запалено по време на целия строеж.:с. 20-21 Построяването на църквата е всенародно дело, целият град взел участие: всички носели материали и вода чрез подаване от ръка на ръка. „Църквата беше завършена през 1835 г. Поставеният над вратата надпис не на гръцки, а на църковнославянски език бележеше вече настъпващата промяна“. Построяването на тази черква се схваща от кукушани като начало на възстановяването на старинния манастир, което към началото на 1858 г. явно вече е осъществено, тъй като те пишат до Зографския манастир в Атон с молба техният манастир да бъде приет под властта на Зографския и в него да се служи на църковнославянски. И наистина на празника „Света Троица“ през същата година светогорски монах извършва черковната служба на родния им език.:с. 69-70, 80-81
В периода от 1886 до 1891 г. има конфликт между българите униати и българите православни екзархисти за манастира „Свети Георги“ и за църквата „Света Богородица“, които Високата порта след интервенция на френските дипломати присъжда на униатската община.:с. 115 Към манастира функционира пансион за сираци. Манастирът е на разположения на ордена „Сестри на милосърдието“ – викентинките, като женски манастир за кукушките български католици униати от Македонския български апостолически викариат. През 1886 година Николаос Схинас сравнява манастира с манастира Дафни в Атика.

През март 1913 година Богдан Филов, посещава манастира и оставя интересни бележки за него: 
| „ | След обяд се качихме на манастира „Св. Георги“, също униатски. Според надписа на вратата основите на църквата били намерени в 1265 г., а подновена била в 1834 г. В нея има също много стари икони вън от иконостаса, подобни на тези в „Св. Богородица“, и също с подновени надписи както в нея. И в двете църкви има по две големи икони на „Страшния съд“. В „Св. Георги“ има една стара икона на този светия, на която в по-ново време е поставена дата – 1265 г. На задната страна е имало по-рано друга икона, която сега е съвсем изтрита. Самият връх, на който е манастирът, изглежда да бъде много старо селище, понеже намерих старогръцки чирепи с чер лъскав фирнис. | “ |

През Междусъюзническата война през юни 1913 година, когато градът е опожарен от гръцката армия и населението му го напуска, манастирът дава прибежище на много бежанци, но е бомбардиран. Въпреки това остава във френски ръце, но българските свещеници и монахини бягат в България. Камбаната на манастира е пренесена в униатската църква „Света Троица“ в Куклен, където са заселват униатите бежанци от Долни Тодорак. Френските калугерки са прогонени от новите гръцки жители на града на 27 юни 1915 година, но манастирът остава католическа собственост до 1926 година, когато е предаден на Православната църква.
В 1950 година с президентски указ е превърнат в мъжки манастир и са изградени два конака за братството. В 1972 година отново става женски, а в 1992 година пак мъжки. В периода 2009 – 2010 Светият синод на Гръцката църква приема нов статут на манастира.
В 1983 година църквата е обявена за паметник на културата.

## Архитектура на католикона
Главната църква „Свети Георги“ е изградена през 1835 година.:с. 69 Принадлежи към типа трикорабни македонски базилики с дървени покриви и тремове на западната и южната страна, които днес са реставрирани. Покривът на храма е двускатен със засеци на източната и западната страна. Покривът на трема е на по-ниско ниво от този на главния прам. Дървените му стълбове не достигат до пода, а се подпират на ниския каменен парапет.
Отвътре шестостенната апсида на олтарната ниша е полукръгла и в нея има един правъгълен отвор за светлина. Зидовете са от варовик. На предните страни на южния вход и на югозападния ъгъл са вградени каменни дялани плочи с кръстове и лъв. Каменните плочи вероятно са свързани с античния олтар, който според традицията се е намирал на бърдото близо до извора. Интерес предизвиква и външната украса на мраморната рамка на южния главен вход от спирали и корнизи, които са единствени в Кукушко и не са по западни модели. Храмът има два входа – от юг и запад. Подът е направен главно от каменни плочи. Трите кораба са разделени с дървени стълбове. На вътрешната източна стена има две полукръгли конхи. Северният кораб е посветен на светите Безсребреници, централният на свети Георги и южният на свети Димитър и съгласно ритуалите на църквата, в нея може да се служи повече от една литургия дневно, но всяка трябва да е в различна конха. В протезисът са изобразени свети Дионисий от Олимп, свети Йоан Кръстител и свети Тома.

## Интериор на католикона
Храмът е изписан. Стенописите на страничните зидове и купола са от средата на XIX век. Дървените покриви на корабите са изрисувани с растителни и цветни мотиви, различни геометрични мотиви, главно ромбове и четириъгълници. На западната страна на църквата е галерията, която е богата на дърворезба, повдигната е и се простира на северната и южната част от църквата. Входът е вътрешен от западната страна. Амвонът е с много страни и е изписан. Владишката катедра и проскинитарите са резбовани. Дървеният иконостас е изключително красив, изработен от резбовано дърво със заоблена линия в 1834 година. Принадлежи към групата иконостаси, които бележат края на резбарството в последните години на османската власт. Първата зона се състои от ограда, богато украсена с растителни елементи. На част от оградата е представен лъвът на свети Герасим Йордански и еленът на свети Евстатий. Във втората зона, голям брой от царските икони на иконостаса са дело на майстори от Кулакийската художествена школа и са датирани 1841, 1845 и 1846 г. На повечето от тях е написано името на художника, „διά χειρός μαργαρήτη λάμπου ἐκ Κολακιᾶς“ („дело на Маргаритис Ламбу от Колакия“), като иконата на свети Димитър, на която е записана и годината „1845. δια χειρός [μαργαρήτη] λάμπου ἐκ κολακιᾶς“ („1845. От ръцете на [Маргаритис] Ламбу от Колакия“). На друга икона на свети Николай четем „ΧẎΡ ΚΩΝΣΤΑΝΤΙΝΟΥ ΖΩΣΙΜᾹ ΕΚ ΚΟΛΑΚΙΑΣ Ι0ΥΝΙΟΣ 1841“ („От ръцете на Константинос Зосимас от Колакия юни 1841“). Иконите на иконостаса вдясно от царските двери са: Христос, свети Йоан Кръстител със сцени от житието му в долната зона, свети Атанас със сцени от житието му в долната зона, свети Димитър, архангел Михаил на входа на олтара, Успение Богородично, датирана в 1845 г., Възкресението Христово и пророк Илия със сцени от житието му в долната зона. Вляво от царските двери е най-новата икона на Богородица с бебето Христос, свети Георги и сцени от кръга на мъченията в долната зона, свети Никола със сцени от житието му в долната зона, свети Теодор, светите Трима Йерарси, Успението на Богородица, архангел Гаврил на входа на олтара и иконата на светите Безсребреници Козма и Дамян.
Над царските икони следват зоните със сцени от Стария завет (Генезис, Бягството от рая, Жертвата на Авраам и други), Йесеевото стебло и Апостолите. Третата зона на Дванадесетте празници е украсена с един неравномерен кръст Разпятие, който завършва с детелини. Рипидите, на които са изобразени Богородица и Йоан са обкръжени с дърворезбовани змейове. Кръстът е в рамка от двуглави орли.
От входа към олтара до калкана на северната и южната страна са изобразени сцени от Христовия цикъл (Рождество, Сретение, Тайната вечеря, Предателството на Юда, Възкресение), обкръжени със сцени с пророци (Йеремия, Аарон, Есей, Моисей), апостолите (Яков, Тома, Вартоломей, Филип, Андрей, Павел, Варнава, Матей, Симеон, Йоан, Яков, Петър) и чудесата на Господ (излекуването на дъщерята на сирофиникиянката, сватбата в Кана).
В църковния музей на Поленинската и Кукушка епархия има икона на свети Георги от манастира, която датира от XVI век.

## Камбанария
Камбанарията в североизточната част на храма е изградена след 1949 година. Бежанците от Карс в 1921 донасят камбана тежка три тона, украсена с изображения на Преображение Христово, Богородица и свети Георги, подарък от цар Александар III Руски за църквата „Преображение Господне“ в Карс. До 1933 камбаната се намира в храма „Преображение Господне“, след което е преместена в църквата „Свети Георги“. Временно е отнесена в митрополията, а в 1952 година е върната в „Свети Георги“. После камбаната е стопена и е направена на 7 по-малки камбани.

## Галерия
- Амвонът
- Патронната икона на св. Георги Победоносец (детайл)
- Иконите на св. Богородица с Младенеца и св. Георги
- Икони